# Incidentes de Split

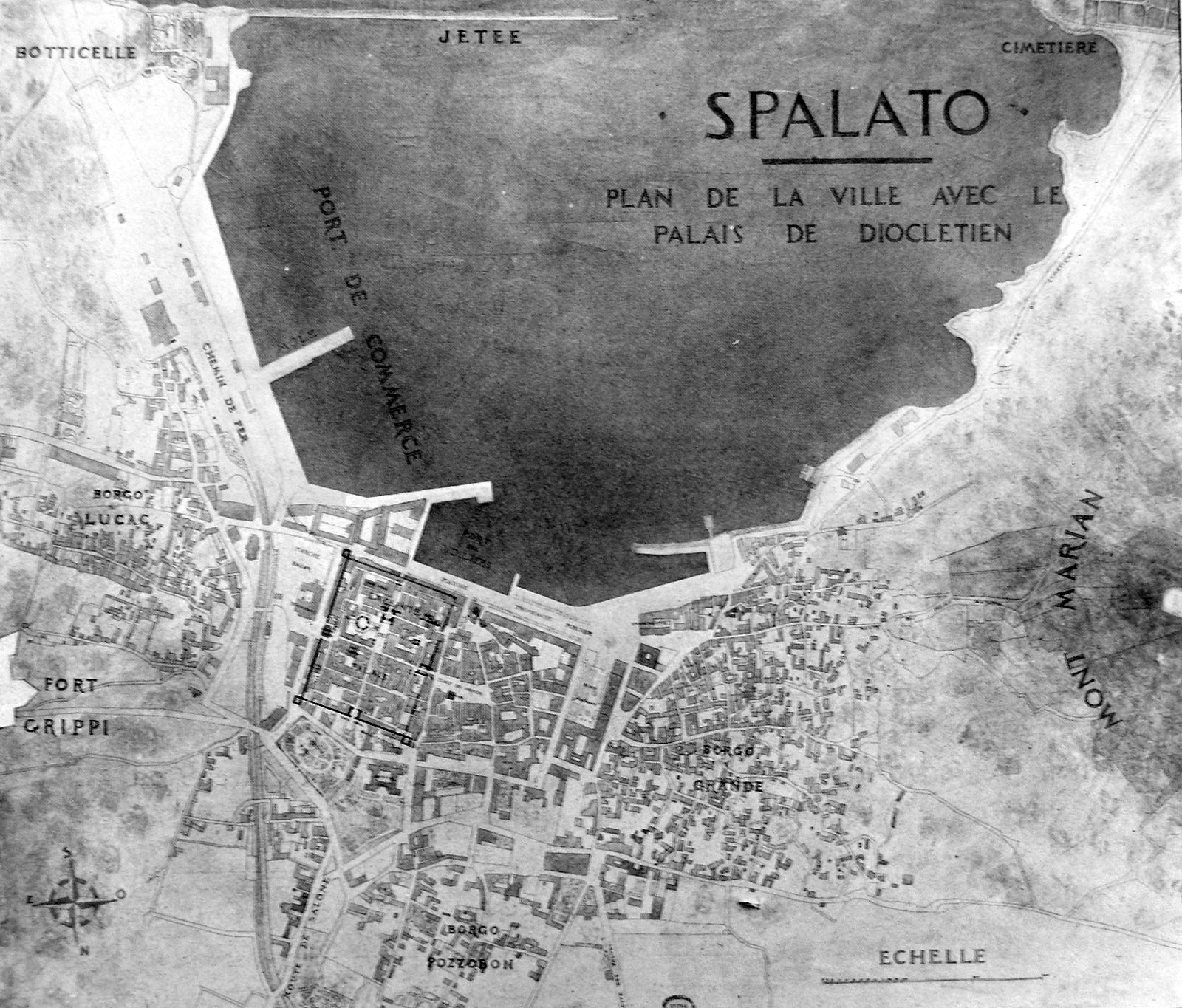
Plano de la ciudad de Split, 1912.

Los incidentes de Split fueron una serie de episodios violentos de carácter prevalentemente antiitaliano que se verificaron en la ciudad dálmata de Split entre 1918 y 1920, y que culminaron con el asesinato del comandante de la Regia Nave Puglia Tommaso Gulli y del motorista Aldo Rossi, golpeados en la noche del 11 de julio de 1920 y fallecidos en el curso de la noche.
Estos episodios se insertaron al interior de una lucha por el predominio sobre el Adriático oriental entre poblaciones eslavas (prevalentemente de Croacia y Eslovenia) e italianas, todavía en el ámbito del Imperio austrohúngaro.

## Marco histórico
Conforme a lo previsto de los acuerdos con los aliados y sucesivamente a la firma del armisticio con el Imperio austrohúngaro, en los primeros días de noviembre de 1918 las tropas italianas procedieron a la ocupación de los territorios reservados a Italia según el Pacto de Londres y de las cláusulas armamentísticas.